# Streltsy
Streltsy  (russisk: стрельцы́, ental Strelits russisk: стреле́ц, på dansk også transskriberet Strelitzer) var en militær infanterienhed under Zar-Ruslands hær. Enheden eksisterede fra midten af 1500-tallet og indtil opløsningen i begyndelsen af 1700-tallet. Streltsy var også en samfundsgruppering, hvorfra tropperne oftest blev rekrutteret til tjeneste i den militære enhed. De blev kollektivt betegnet som streletskoje vojsko (стрелецкое войско, 'bueskyttehæren'). 

## Oprindelse, organisation og bevæbning
De første streltsy-enheder blev grundlagt af Ivan den Grusomme mellem 1545 og 1550 og var bevæbnet med arkebuser. Under hans regeringstid var Rusland i krig næsten uafbrudt, herunder Den livlandske krig i nordvest og krige mod khanaterne i syd. De kom første gang i kamp under belejringen af Kasan i 1552. Til at begynde med blev streltsyerne rekrutteret blandt de frie handelsfolk og fra landbefolkningen . Efterfølgende blev militærtjeneste i streltsy livslang og gik i arv i familien. Mens streltsy i 1500-tallet havde været en elitestyrke, blev streltsyens effektivitet løbende reduceret grundet dårlig træning og begrænset udvalg ved rekrutteringen til enheden.
Streltsy blev underopdelt i vybornye (выборные, i, eller udvalgt af, Moskva) og gorodskie (городские, andre byer end Moskva).
Moskvas streltsy bevogtede Kreml, udførte almindelig bevogtningstjeneste og deltog i militæroperationer. De udførte også  politi- og brandvæsenopgaver i Moskva. Grigorij Kotosjikhin, en russisk diplomat, der havde spioneret for og derefter flygtet til Sverige i 1660'erne, rapporterede, at streltsy brugte økser og spande og kobberpumper samt kroge til at fjerne tilstødende bygninger ned, så brande ikke ville sprede sig, men Adam Olearius, en tysker, der rejste i Rusland i det 17. århundrede, bemærkede, at de aldrig brugte vand. De lokale streltsy udenfor Moskva udførte militære operationer og grænsevagter, ligesom de gennemføre ordrer udstedt af de lokale myndigheder.
Streltsy blev i fredstid administreret af 'Streletskij prikaz' (Стрелецкий приказ); i krig var de dog underlagt militærkommando. De lokale streltsy var også undergivet de lokale vojvoder.
Streltsys primære bevæbning bestod af en arkebuse eller musket samt til nærkamp en hellebard og sabel; nogle tillige en pike. 

## Tjenestevilkår
Den russiske statskasse var ofte tom, og ofte blev streltsy ikke betalt de lovede beløb. I 1550'erne blev betalt fire rubler om året til soldater i streltsyen, men de fik ofte lov til at drive landbrug eller handle for at supplere deres indkomst.  Dette reducerede deres kampeffektivitet, ligesom deres lyst til at gå i kamp blev begrænset, da deres mulighed for biindtægt under militærkampagnerne blev reduceret. Streltsy og deres familier boede i egne kvarterer eller distrikter i byerne og landsbyerne og modtog penge og brød fra statskassen. Nogle steder fik Streltsy jordstykker i stedet for penge.

## Streltsys betydning i Rusland
I slutningen af 1500-tallet var der 20.000-25.000 streltsy; i 1681 var der 55.000, heraf 22.500 alene i Moskva. 
Selvom Streltsy viste deres effektivitet i kamp ved flere lejligheder, herunder ved belejringen af Kazan i 1552, Den livlandske krig og i krigene mod Sverige og Polen-Litauen i første halvdel af 1600-tallet, og i de tidlige russisk-tyrkiske krige i anden halvdel af 1600-tallet, begyndte Streltsy at vise deres ineffektivitet sammenlignet med de regulære russiske soldater og kavalerister. Den hårde hverdag i militærtjenesten, hyppige forsinkelser med udbetalingen af løn til streltsy, og magtmisbrug fra lokale befalingsmænd og administratorer førte til hyppige oprør i Streltsy (især de fattigste) og deltagelse i diverse oprør i 1600- og 1700-tallet, herunder bondeoprør og oprør blandt de livegne. Streltsy var således involveret i Stepan Razins kosakoprør i de sydlige provinser i 1670-1671, Moskvaopstanden i 1682, Streltsyoprøret i 1698 og Bulavinoprøret i 1705-1706 i Astrakhan.
Samtidig nød de streltsy, der var i toppen af hierarkiet, deres sociale status, og de forsøgte derfor at holde de regulære streltsy-styrker tilbage og holde dem på zarens og regeringens side. I slutningen af det 17. århundrede begyndte streltsyerne i Moskva at deltage aktivt i en kamp om magten mellem forskellige regeringsgrupper, idet de støttede de gammeltroende og udviste fjendtlighed over for enhver udefrakommende fornyelse eller reformer.
Streltsy udviklede sig til at blive en "stat i staten" i moskovitisk politik i slutningen af det 17. århundrede. I 1682 forsøgte de at forhindre den tiårige Peter den Store i at blive indsat som zar til fordel for sin halvbror, Ivan. Peter og Ivan blev begge kronet som "med-zar" i 1682, men den reelle magt lå hos Sophia Aleksejevna, Ivans søster. Streltsy støttede Sophia Aleksejevna under denne magtkamp. 

## Opløsning
Efter Sophia Aleksejevnas fald i 1689 og Peter 1.'s overtagelse af magten påbegyndte han en proces, der trinvis begrænsede streltsys politiske og militære indflydelse. Otte streltsy-regimenter blev flyttet fra Moskva til Belgorod, Sevsk og Kijev.
Da Peter 1. i 1698 var på rejse i udlandet udbrød et oprør blandt streltsy. Peter vendte omgående hjem fra udlandet, men oprøret blev forinden slået ned. Ved Peters tilbagekomst til Moskva blev indledt en brutal forfølgelse af deltagerne i oprøret, der bl.a. medførte offentlige henrettelser og tortur og lemlæstelse af streltsy. Oprørerne blev bl.a. ristet over bål, deres kød skåret af i strimler, deres lemmer radbrækket og flere blev levende begravet. Mange oprørere blev hængt udenfor Novodevitjijklostret, hvor Sophia Aleksejevna var blevet indespærret. 
Streltsy blev officielt opløst i 1689; men efter det russiske nederlag ved Narva i 1700 blev opløsningen sat på pause. De mest effektive streltsy-regimenter deltog i de mest vigtige militære operationer under Store Nordiske Krig og i Peter 1.'s Prut-felttog i 1711. Gradvist blev streltsy indarbejdet i den regulære russiske hær. Samtidig blev de lokale streltsyenheder løbende nedlagt. Nedlæggelsen af streltsyenhederne var tilendebragt i 1720'erne, enkelte lokale enheder bestod dog i enkelte byer helt op til slutningen af 1700-tallet